# 高岡市コミュニティバス

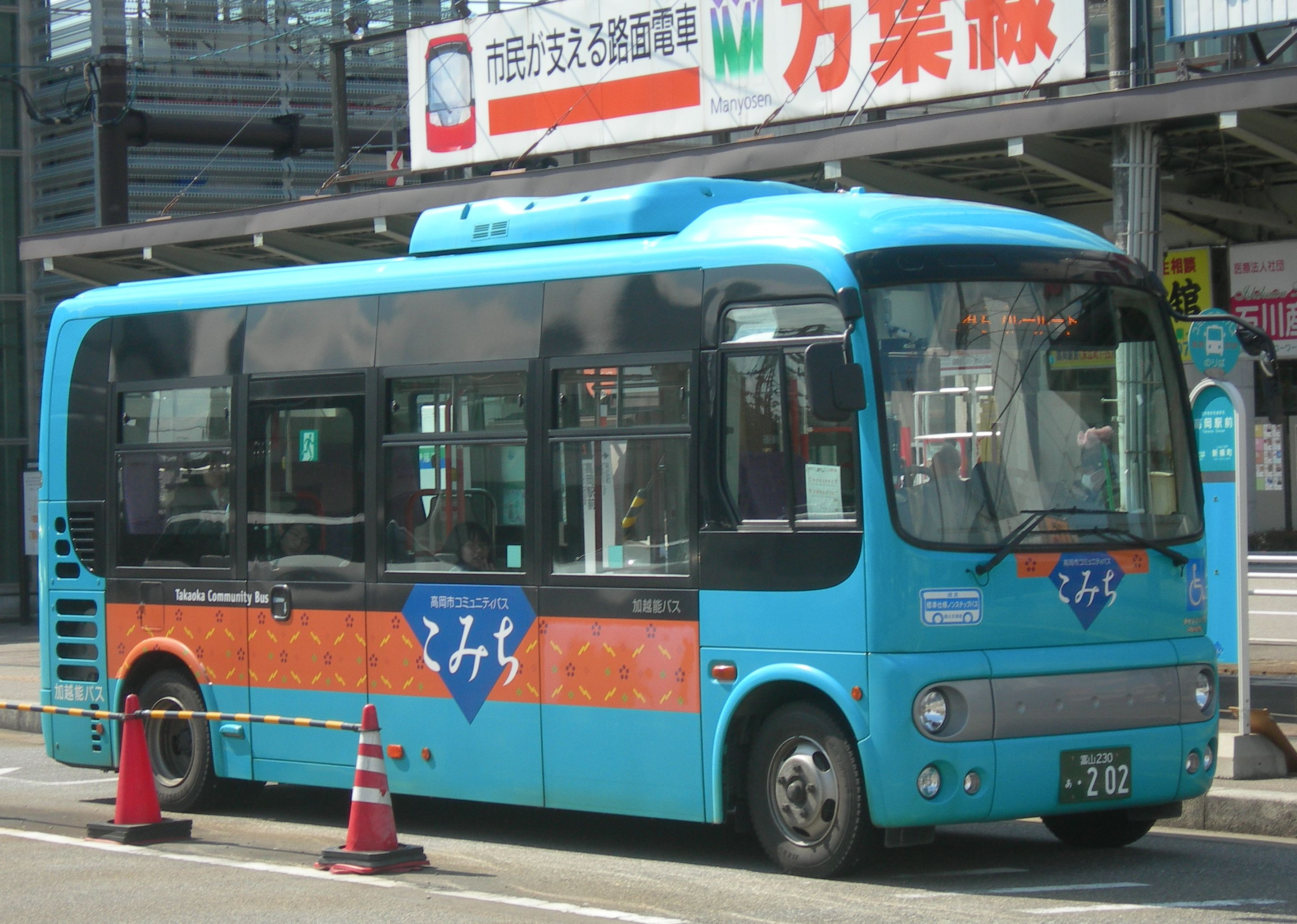
ブルールート

高岡市コミュニティバス（たかおかしコミュニティバス）は、かつて富山県高岡市内中心部を循環して運行されたコミュニティバス。愛称はこみち。

## 運行受託
車両は高岡市が所有し、運行は以下の事業者に委託して運行した。
- 加越能バス[1]（高岡営業所）

## 沿革
- 2000年（平成12年）10月5日 - 同年12月31日 - 本格運行に向けての実証実験運行を実施。
- 2001年（平成13年）10月5日 - 運行開始（当初の運賃は100円均一だった）。
- 2006年（平成18年）3月27日 - ブルールートの運行を開始[1]（本路線では2代目日野・ポンチョの導入第1号となる）、従来のルートは「オレンジルート」の愛称が付く。
- 2007年（平成19年）4月1日 - 運賃を200円均一に改定[1]。
- 2018年（平成30年）3月31日 - 乗客の減少、車両の老朽化により全線廃止[2]。また、廃止の要因には高岡市が財政難に陥り経費節減のためにもよる[1][3][4]。

## 現行路線
ここでは主要停留所のみ掲載する。
■オレンジルート
- 高岡駅→御旅屋町→高岡郵便局前→横田町→扇町→厚生連病院前→南町→駅前バスターミナル→高岡駅

※：御旅屋セリオ前→御旅屋町間は自由乗降区間。
■ブルールート
- 高岡駅→高岡大仏前→本町→地場産業センター口→五福町→上四屋→内免橋→小馬出町→高岡大仏前→駅前バスターミナル→高岡駅

## 運賃
- 一般：200円、高校生・中学生・65歳以上の高齢者（※）・障害者：100円（いずれも手帳などの提示が必要）

※：なお高岡市民のうち65歳以上の高齢者に該当する場合は、運賃支払い時に保険証提示の代わりとなる優待証「こみちシルバーカード」を有償（100円）において交付を受けることができる。交付後、そのカードを提示すれば100円で乗り降りできる。また、コミュニティバス「こみち」・加越能バス・万葉線のいずれかにて利用できる電車・バス共通回数券も発行された（100円券×11枚綴り）。

## 車両
- オレンジルート：三菱ふそう・エアロミディMJ7m
- ブルールート：日野・ポンチョ